# Гессельский клад
Гессельский клад (нем. Goldhort von Gessel) — клад из золотых изделий, обнаруженный при археологических изысканиях в немецкой земле Нижняя Саксония, в Германии, проводимых при прокладке линии газопровода "Nordeuropäischen Erdgasleitung" (NEL) в апреле 2011 года близ города Зике (клад получил своё имя по названию его пригорода, Гесселя, что в округе Дипхольц).

## Общие сведения
Гессельский клад представляет собой находившиеся в земле различные золотые украшения общим количеством в 117 предметов, общим весом в 1,7 килограмм. После Эбервальдского клада, Гессельский клад является самой крупной находкой ценностей из золота, возрастом около 3.000 лет и относящейся к эпохе Бронзового века, в Центральной Европе. Найденный при археологических изысканиях перед проведением работ по строительству газопровода, клад находился в земле на глубине около 60 сантиметров. По мнению археолога Штефана Виндхарта, все предметы находились в чём-то вроде мешка из органического материала, ткани, меха или кожи.
Другой особенностью этого клада является то, что он был найден и исследован при именно археологических раскопках, при научном, осторожном и аккуратном подходе к этим работам. Что позволило наилучшим образом определить его возраст, происхождение предметов и обеспечить их сохранность и безопасное хранение. Согласно проведённым исследованиям отдельных его составляющих, удалось определить возраст Клада. Он был составлен во второй половине XIV века до н.э., в эпоху средней бронзы. Клад составляют преимущественно золотые спирали различной длины и величины. В него также входили золотая застёжка, спиралевидные золотые кольца, золотые подвески. Брошь весом в 46 грамм, столь массивная золотая данной эпохи до сих пор в центральной Европе не встречалась. Были ранее найдены подобные броши, но сделанные из бронзы, либо покрытые лишь тонким слоем золота. Украшена рисунком, представляющим солнечные символы, распространённые на подобных предметах, как и на погребальных урнах, в северной Германии вплоть до наступления там железного века. Значительную часть сокровища составляют 82 спиральных кольца различных размеров, соединённых в восемь цепочек по 10 звеньев и одну - с двумя кольцами. По оценкам учёных, такие кольца в эпоху бронзового века могли заменять отсутствовавшие в то время деньги и служили для расчётов при ведении хозяйства. В кладе также находились 4 сравнительно одинаковых крупных золотых спиралей, а также 18 золотых спиральных подвесок, два спиралевидных наручных браслета, весом в 176 и в 202 грамма и длиной в 125 сантиметров, а также два наручных кольца.
Непосредственно на предметах из клада при раскопках были обнаружены 6 бронзовых иголок диаметром около 3 миллиметров, из которых лишь одна хорошо сохранилась, остальные были подвержены сильной коррозии. Три из них, длиной от 5 и до 8 сантиметров, были украшены узорами. При дальнейшем изучении найденных предметов было установлено, что золото, использовавшееся при их изготовлении, различно и что эти предметы по данному признаку делятся на 2 группы: честь сделана из металла с содержанием золота в 86%, другая - с содержанием золота в 90%. Речь в данном случае идёт не о приисковом, добытом золоте, а из переработанного из лома других изделий, металла. Неясной остаётся технология изготовления золотой проволоки. Она явно произведена не привычным для того времени способом, расплющивания молотом и ковки, а скорее путём протаскивания металла через узкое отверстие.
К настоящему времени лишь немногие части из Гессельского клада были подвергнуты тщательному научному изучению.

## Галерея
- Золотая брошь из гессельского клада.
- Две золотые цепочки с кольцами, золотая спираль и подвески.
- Два крупных золотых наручных спиральных браслета.
- Наручные золотые браслеты, слева - в виде ленты.
- Бронзовые иглы, предположительно застёжки на ткани, укрывавшей золотые изделия.